# Tesaurus
|  | No s'ha de confondre amb Tesaurus (Grècia). |

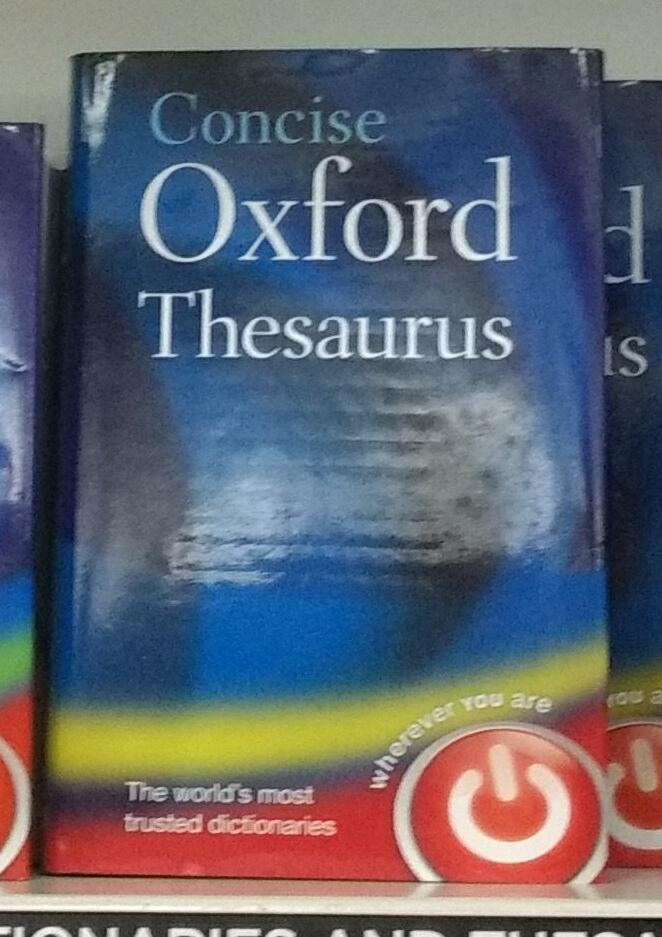
Un tesaurus anglès modern

Un tesaurus és un glossari jerarquitzat o la plasmació en una obra de referència dels camps semàntics.

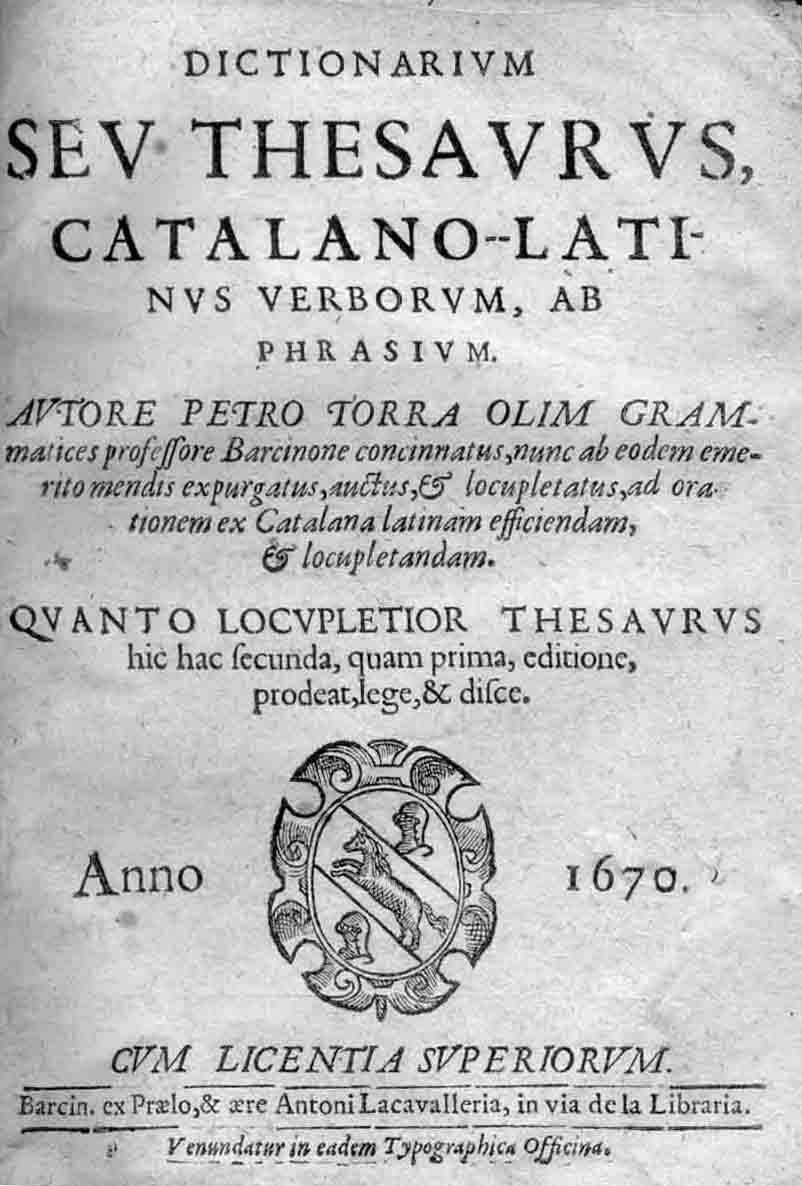
El Dictionarium seu Thesaurus Catalano-Latinus verborum ac phrasium és un tesaurus del 1640 català-llatí, obra de Pere Torre.

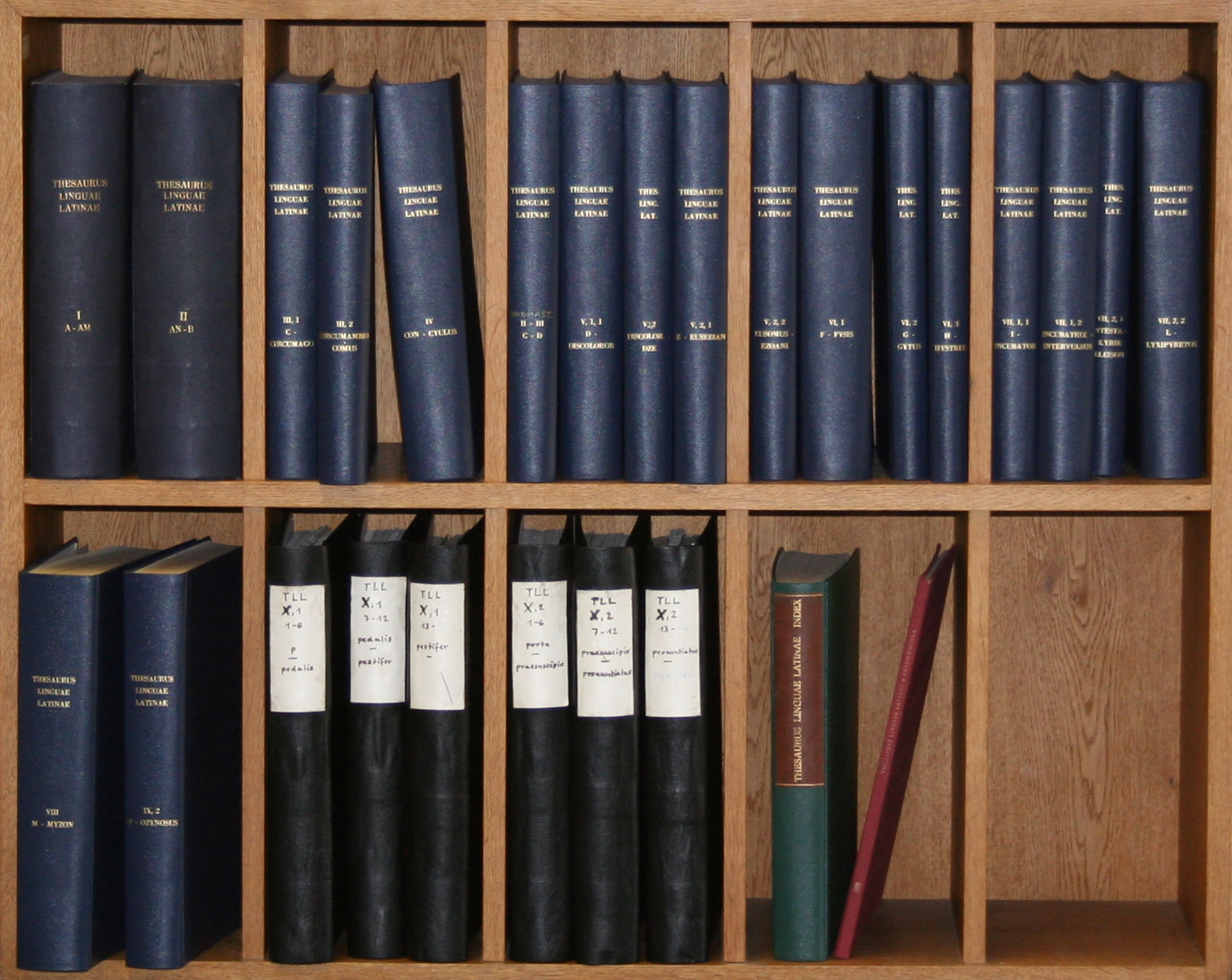
Tesaurus de llengües llatines

És una obra de referència que ordena les paraules segons el seu significat (o en termes més senzills, un llibre on es poden trobar diferents paraules amb significats similars a altres paraules), de vegades com una jerarquia de termes més amplis i més restringits, de vegades simplement com a llistes de sinònims i antònims. Sovint són utilitzats pels escriptors per ajudar a trobar la millor paraula per expressar una idea:
| « | ...trobar la paraula, o paraules, amb les quals [una] idea es pot expressar de la manera més adequada i encertada Peter Mark Roget, 1852 | » |

Els diccionaris de sinònims tenen una llarga història. La paraula «thesaurus» va ser utilitzada el 1852 per Peter Mark Roget per al seu Roget's Thesaurus.
Mentre que algunes obres anomenades "tesauri", com ara el Thesaurus de Roget, agrupen les paraules en una taxonomia hipernímica jeràrquica de conceptes, d'altres s'organitzen alfabèticament o d'alguna altra manera.
L'hiperònim o mot genèric que agrupa els hipònims o descriptors és l'entrada o lema que apareix formant un arbre (de manera similar al diccionari ideològic) i sovint també en un índex alfabètic per facilitar-ne la cerca. Aquest lema conté tots els mots que depenen semànticament d'ell, amb precisions sobre el seu ús. També inclou els sinònims i antònims i els mots que es relacionen amb l'entrada, amb la qual cosa agrupen tot el vocabulari d'un tema de forma ordenada.
Els escriptors de vegades utilitzen tesaurus per evitar la repetició de paraules –variació elegant–, cosa que sovint critiquen els manuals d'ús: «Els escriptors de vegades els utilitzen no només per variar els seus vocabularis, sinó per embellir-los massa».

## Etimologia
La paraula tesaurus deriva del Nou llatí del segle xvi, al seu torn del llatí thēsaurus, que és la llatinització del grec θησαυρός (thesauros), «tresor, tresoreria, magatzem». La paraula thesauros és d'etimologia incerta. Douglas Harper el deriva de l'arrel del verb grec τιθέναι tithenai, «posar, col·locar». Robert Beekes va rebutjar una derivació indoeuropea i va suggerir un sufix pre-grec * -arwo -.
Des dels segles XVI al XIX, el terme tesaurus es va aplicar a qualsevol diccionari o enciclopèdia, com en Thesaurus linguae latinae (1532) i Thesaurus linguae graecae (1572). El significat de «col·lecció de paraules ordenades segons el sentit» se certifica per primera vegada en 1852 en el títol de Roget i el tresorer està testificat en anglès mitjà com tresorer.

## Història
En l'antiguitat, Philo de Byblos va crear el primer text que ara podria dir-tesaurus. En sànscrit, l'Amarakosha és un tesaurus en forma de vers, escrit al segle iv.

El primer diccionari de sinònims modern va ser el Thesaurus de Roget, compilat per primera vegada el 1805 per Peter Mark Roget, i publicat el 1852. Des d'aquesta publicació, fins avui és i queda una obra àmpliament utilitzada en tot el món de parla anglesa. Les entrades al diccionari de sinònims de Roget són enumerades conceptualment en comptes d'alfabèticament. Roget va descriure el seu tesaurus en el pròleg de la primera edició:
| « | Han passat gairebé cinquanta anys des que vaig projectar per primera vegada un sistema de classificació verbal similar al que es basa en el present treball. Pensant que tal compilació podria ajudar a suplir les meves pròpies deficiències, l'any 1805, vaig completar un catàleg classificat de paraules en petita escala, però amb el mateix principi, i gairebé en la mateixa forma, que el Thesaurus ara publicat. | » |

L'estudi dels sinònims es va convertir en un tema important en la filosofia del segle xviii, i Condillac va escriure, però mai va publicar, un diccionari de sinònims.
Alguns diccionaris de sinònims antics són:
- John Wilkins, An Essay Towards a Real Character, and a Philosophical Language and Alphabetical Dictionary (1668) és una «enumeració i descripció regular de totes aquelles coses i nocions a les quals s'han d'assignar noms». No són diccionaris explícitament de sinònims —de fet, ni tan sols utilitzen la paraula «sinònim»—, però sí que agrupen els sinònims.[6]
- Gabriel Girard, La Justesse de la langue françoise, ou les différentes significations des mots qui passent pour synonymes (1718)
- John Trusler, La diferència entre paraules estimades com a sinònims en la llengua anglesa; i la seva elecció adequada (1766)
- Hester Lynch Piozzi, Sinonímia britànica (1794)
- James Leslie, Diccionari de paraules sinònimes i termes tècnics en llengua anglesa (1806)
- George Crabb, Explicació dels sinònims anglesos (1818)

## Organització

### Conceptual
El tesaurus original de Roget estava organitzat en 1000 encapçalaments conceptuals (per exemple, 806 Deute) organitzats en una taxonomia de quatre nivells. Per exemple, el deute es classifica sota V:
Cinquena classe, Voluntat: l'exercici de la voluntat
Divisió Dos: Voluntat social
Secció 4: Relacions possessives
Subsecció 4: Relacions monetàries.
Cada encapçalament inclou sinònims directes: Deute, obligació, responsabilitat,.. conceptes relacionats: interès, usància, usura; persones relacionades: deutor, deutor,... morós (808); verbs: estar en deute, deure,... vegeu Manllevar (788); frases: augmentar una factura o un compte,.. i adjectius: endeutat, endeutat, devent,.... Els números entre parèntesis són referències creuades a altres encapçalaments.
El llibre comença amb una sinopsi tabular de categories que estableix la jerarquia, després el cos principal del tesaurus enumerat per l'encapçalament i, a continuació, un índex alfabètic que enumera els diferents encapçalaments sota els quals es pot trobar una paraula: Responsable, subjecte a, 177; deute, 806; obligació, 926.
Algunes versions recents han mantingut la mateixa organització, tot i que sovint amb més detall sota cada capçalera. D'altres han fet canvis modestos com ara eliminar la taxonomia de quatre nivells i afegir noves capçaleres: una té 1075 capçaleres en quinze classes.
Alguns tesaurus no anglesos també han adoptat aquest model.
A més de la seva organització taxonòmica, l'Historical Thesaurus of English (2009) inclou la data en què cada paraula va arribar a tenir un significat determinat. Té l'objectiu nou i únic de repertoriar el desenvolupament semàntic de l'enorme i variat vocabulari de l'anglès.
Els diferents sentits d'una paraula s'enumeren per separat. Per exemple, tres sentits diferents de deute s'enumeren en tres llocs diferents de la taxonomia: Una quantitat de diners deguda o vençuda; un passiu o obligació de pagar
Societat
Comerç i Finances
Gestió de diners
Insolvència
Endeutament [substantiu]
Un deute immaterial; és una obligació de fer alguna cosa
Societat
Moralitat
Deure o obligació
[substantiu]
Una ofensa que requereix expiació (figurat, bíblic)
Societat
Fe
Aspectes de la fe
Espiritualitat
Pecat
[substantiu]
instància de

### Alfabètic
Altres diccionaris de sinònims i tesaurus estan organitzats alfabèticament.
La majoria repeteix la llista de sinònims sota cada paraula.
Alguns designen una entrada principal per a cada concepte i la relacionen.
Un tercer sistema intercala paraules i encapçalaments conceptuals. El diccionari Thesaurus de Francis Mars dóna per a la responsabilitat: CONTINGENCY, CREDIT–DEBT, DUTY–DERELICTION, LIBERTY–SUBJECTION, MONEY, cadascun dels quals és un encapçalament conceptual. L'article CREDIT—DEBT té uns quants subencapçalaments, incloent-hi substantius d'agent, verbs, expressions verbals, etc. Sota cadascun hi ha llistats sinònims amb definicions breus, per exemple, Crèdit. Transferència de propietat amb promesa de pagament futur". Els encapçalaments conceptuals no estan organitzats en una taxonomia.
Els Synonymes français (1841) de Benjamin Lafaye s'organitzen al voltant de famílies de sinònims relacionades morfològicament (per exemple, logis, logement), i el seu Dictionnaire des synonymes de la langue française (1858) és majoritàriament alfabètic, però també inclou una secció sobre sinònims relacionats morfològicament, que s'organitza per prefix, sufix o construcció.

### Sentits contrastants
Abans de Roget, la majoria de notes de sinònims de tesaurus i diccionaris incloïen discussions sobre les diferències entre quasi-sinònims, igual que algunes de modernes.
El Diccionari de Sinònims de Merriam-Webster és un diccionari de sinònims d'anglès modern independent que sí que tracta les diferències. A més, molts diccionaris d'anglès general inclouen notes de sinònims.
Diversos diccionaris de sinònims moderns en francès es dediquen principalment a discutir les demarcacions precises entre sinònims.

### Elements addicionals
Alguns inclouen definicions breus.
Alguns inclouen llistes d'objectes dins de la categoria (hipònims), p. ex. races de gossos.

## Bilingüe
Els diccionaris bilingües de sinònims estan dissenyats per a estudiants d'idiomes. Un d'aquests diccionaris ofereix diverses paraules franceses llistades alfabèticament, amb una traducció a l'anglès i un exemple d'ús. Un altre està organitzat taxonòmicament amb exemples, traduccions i algunes notes d'ús.

## Ciència de la informació i processament del llenguatge natural
En biblioteconomia i ciències de la informació, un tesaurus és un tipus de vocabulari controlat.
Un tesaurus pot formar part d'una ontologia i estar representat en el Sistema Simple d'Organització del Coneixement (SKOS).
Els tesaurus s'utilitzen en el processament del llenguatge natural per a la desambiguació del sentit de les paraules i la simplificació de text per a sistemes de traducció automàtica.